# Michael Brownlee
Michael Stewart Brownlee (* 27. Oktober 1989) ist ein englischer Badmintonspieler. 

## Karriere
Michael Brownlee startete 2010 bei den Commonwealth Games, schied dort jedoch in der Vorrunde des Badmintonturniers aus. 2009 und 2011 war er bei den Island Games am Start. 2012 nahm er an den Brazil International teil.